# Chlorocoma monocyma
Chlorocoma monocyma là một loài bướm đêm trong họ Geometridae.